# Гурий Печенгский
Гу́рий Пече́нгский (ум. 9 декабря 1589) — игумен Русской Православной церкви, настоятель Печенгского Троицкого монастыря.
Канонизирован в лике священномучеников. Почитается в Соборах  Кольских и Новгородских святых.
Сведения о Гурии Печенгском известны из монастырского предания и жития Трифона Печенгского.

## Жизнеописание
О жизни Гурия до игуменства в Трифоно-Печенгском монастыре ничего не известно. Первый документ, упоминающий его имя, жалованная грамота царя Ивана Грозного от 21 ноября 1556 года, которой монастырю предоставлены значительные владения и льготы.
«Житие» преподобного Трифона сообщает, что святой явился к царю не один, а в сопровождение некоего инока Соловецкого монастыря. Игумен Митрофан (Баданин) предполагает, что этим иноком и был Гурий, представленный на утверждение настоятелем Печенгского монастыря. Однако очевидные анахронизмы, которые есть как в тексте опубликованной жалованной грамоты, так и в тексте «Жития» преподобного Трифона (упоминается разговор с сыном Ивана Грозного Феодором, который в 1556 году ещё не родился) заставляет осторожно относится к такому предположению. А. И. Андреев вообще не считает Гурия первым игуменом, указывая, что в ранних документах имя его не встречается. По меньшей мере в монастырских документах игумен Гурий раньше 1579 года не упоминается.
При игуменстве Гурия монастырь превратился в крупный промышленный центр русского Заполярья. Монастырь занимался соляным и рыбным промыслом, в том числе китовой ловлей, имел свои верфи, мельницы, скотные дворы, был центром русско-голландской торговли на Севере.
Преподобный Трифон перед своей смертью 15 декабря 1583 года предрёк гибель братии от меча. Через шесть лет 9 декабря 1589 года финский отряд из Эстерботнии (подданные шведского короля) разграбил и сжёг монастырь, перебив всех находившихся в нем общим числом 95 человек. Когда финны ворвались в монастырь, они учинили избиение находившихся там монахов и мирян, и окружили Зосимо-Савватиевскую церковь, где в это время шла Литургия. Братия монастыря обратилась к игумену с просьбой организовать сопротивление захватчикам прямо в церкви. Преподобный Гурий, помня о пророчестве своего учителя и не желая идти протии Божьей воли, велел продолжать богослужение. Ворвавшись в церковь, финны перебили всех находившихся там, а самого игумена и иеродиакона Иосифа, заведовавшего монастырской казной, долго пытали, пытаясь узнать, где спрятаны монастырские деньги. Мученики ничего не сказали и были изрублены разъярёнными финнами. После этого финны подожгли монастырь.
После ухода финнов оставшиеся в живых насельники монастыря похоронили останки мучеников за пределами сожжённой обители.

## Почитание
Когда в конце XIX века был возобновлён Печенгский монастырь, указом Святейшего Синода было начато местное почитание «игумена Гурия с братией монастыря убиенной». Позже имя священномученика Гурия стало поминаться в Соборе Новгородских святых. Для общецерковного почитания игумен Гурий вместе с другими погибшими в монастыре были канонизированы 15 октября 2003 года в соборе Кольских святых.